# Daniel Mach
Daniel Mach (Perpinyà, 4 de desembre del 1955) és un polític francès i nord-català, alcalde de Pollestres i exdiputat a l'Assemblea Nacional Francesa.

## Biografia
Inicialment milità a la Unió per a la Democràcia Francesa (UDF), partit amb el qual fou tinent d'alcalde (1989-1995) i posteriorment alcalde (des del 1995) de Pollestres. Va donar suport a la candidatura de François Bayrou a les eleccions presidencials franceses de 2002 abans d'unir-se a la Unió pel Moviment Popular (UMP).
Amb aquest partit fou elegit diputat per la primera circumscripció dels Pirineus Orientals a les eleccions legislatives franceses del 2002, i en fou reelegit a les del 2007 amb el 56,98% dels vots emesos. Fou candidat a la reelecció el 17 de juny del 2012, moment en què portava com a suplent l'advocat fiscal Romain Grau, delegat departamental de la Unió de Demòcrates i Independents (UDI), però només va obtenir el 33,82% dels vots, contra el 42,95% del candidat del Partit Socialista, Jacques Cresta, i el 23,24% pel del Front Nacional, Louis Aliot.
És pare del jugador de rugbi Brice Mach, taloner del Castres Olympique.
Daniel Mach va presentar una denúncia contra el raper Monsieur R, afirmant que la seva cançó «FranSSen» era un «ultratge a la decència pública». Però el tribunal el va absoldre el juny del 2006. Ha estat jutge titular del Tribunal Superior de 23 d'octubre del 2007. També és membre del col·lectiu Jamais sans mon departement.